# Jintasaurus
Jintasaurus – rodzaj ornitopoda żyjącego we wczesnej kredzie na obecnych terenach Azji. Został opisany w 2009 roku przez You Hailu i Li Daqinga w oparciu o połączoną stawowo przednią część czaszki (FRDC: GJ 06-2-52) obejmującą elementy dachu czaszki oraz niemal kompletną puszkę mózgową. Skamieniałości odkryto w datowanych na przypuszczalnie alb osadach grupy Xinminpu w okręgu Jinta, w chińskiej prowincji Gansu. Innymi dinozaurami, których szczątki odnaleziono w dolnokredowych osadach grupy Xinminpu na terenie Basenu Yujingzi, są m.in. teropody Suzhousaurus, Xiongguanlong i Beishanlong, zauropod Qiaowanlong, ceratopsy Archaeoceratops i Auroraceratops oraz hadrozauroid Equijubus. Nazwa gatunku typowego, Jintasaurus meniscus, pochodzi od okręgu Jinta – miejsca odkrycia szczątków (oznaczającego w języku chińskim „Złotą Świątynię”), greckiego sauros („jaszczur”) oraz łacińskiego meniscus, oznaczającego „półokrągły” i odnoszącego się do sierpowatego wyrostka przypotylicznego oraz kłykci potylicznych holotypu.
Jintasaurus miał dużą i masywną czaszkę. Puszka mózgowa przypominała tę mantellizaura. Ogólną budową czaszki Jintasaurus był bardziej podobny do spokrewnionych z nim dinozaurów azjatyckich niż afrykańskich lub europejskich. Według analizy filogenetycznej przeprowadzonej przez You i Li Jintasaurus jest taksonem siostrzanym grupy Hadrosauroidea, bardziej zaawansowanym niż Protohadros i inne bazalne Hadrosauriformes dzięki obecności wyrostka łuskowego w kości zaoczodołowej – cecha ta występuje u Jintasaurus oraz wszystkich hadrozauroidów oprócz telmatozaura. Odkrycie Jintasaurus wspiera hipotezę o powstaniu grupy Hadrosauroidea w Azji.